# Diamonds & Dancefloors
Diamonds & Dancefloors — второй студийный альбом американской певицы Эйвы Макс, выпущенный 27 января 2023 года на лейбле Atlantic Records.

## Об альбоме
12 февраля 2022 года Макс сделала свою фирменную «Макс-стрижку» и покрасила волосы в рыжий цвет, что вызвало слухи о начале новой эры. 2 марта 2022 года она подтвердила, что песня под названием «Maybe You are the Problem» станет ведущим синглом. Она также заявила, что её предстоящий альбом станет её самым личным альбомом на сегодняшний день. В интервью Billboard она рассказала, что работала над альбомом весь 2021 год, который она называет «самым трудным годом» в своей жизни. Она также заявила, что была «в ужасе», поскольку её недавно записанная музыка стала более уязвимой.
1 июня 2022 года она раскрыла название альбома и основную оригинальную обложку сначала в социальных сетях, а затем на шоу Today Show. Макс была замечена на оригинальной обложке, покрытой бриллиантами, с бриллиантом во рту. Всего в альбом будет включено 14 треков. Релиз альбома был намечен на 14 октября 2022 года, но был перенесен на 27 января 2023 года, а официальная основная обложка была представлена 19 декабря 2022 года.

### Рисунки на обложках
В альбом вошли три официальные обложки альбома, все снятые американским фотографом Мэрилин Хью. Оригинальная обложка для Diamonds и Dancefloors была представлена Макс 1 июня 2022 года на её платформах социальных сетей. На нем крупным планом изображена Макс, вся в бриллиантах, с бриллиантом во рту. Позже обложка использовалась только на физических версиях альбома; новая была использована на цифровых и потоковых изданиях.
Новая обложка альбома была представлена 19 декабря 2022 года, в очередной раз на платформах социальных сетей Max. Снимок был сделан после съемок визуализатора для четвёртого сингла альбома «Dancing’s Done», на котором Макс лежит на голубых бриллиантах, а рядом с её головой видны маленькие бриллианты. В интервью ET Canada Макс объяснила, почему она изменила обложку альбома:
Это из визуализатора Diamonds and Dancefloors для «Dancing’s Done». И вот, когда я закончила с этим визуализатором, я подумала: «Ладно, я слишком долго сидела на обложке другого альбома, пришло время поменять её, и мы меняем её на эту». И для меня это действительно было похоже на обложку.Ава Макс, из «Ава Макс объясняет, почему она изменила обложку альбома „Diamonds & Dancefloors“», ET Canada
Альбом получил третью обложку для CD-версии альбома в качестве альтернативной версии обложки альбома; в оформлении задняя обложка заменена передней, а оригинальная передняя — задней обложкой. На обложке Макс изображена стоящей на гигантском наклонном бриллианте, в одной руке она держит подвешенный микрофон, а другой наливает шампанское из бокала.

### Музыка и тексты песен
Diamonds & Dancefloors — это поп- и дэнс-поп пластинка с «основой синти-поп» и «электропоп-мелодиями с некоторыми синтезаторами 90-х и оттенком диско». По словам Макса, звук и тексты песен альбома «заставят вас плакать и танцевать одновременно». Она описала главную тему альбома как «в основном разбитое сердце на танцполе». В отличие от своего предыдущего альбома Heaven & Hell, Макс упомянула, что Diamonds & Dancefloors больше посвящен её личной жизни, особенно её прошлым отношениям. Альбом содержит тексты об ухудшении и возможном разрыве отношений, а также вдохновляющие и эскапистские тексты.

### Песни
Diamonds & Dancefloors открывается песней «Million Dollar Baby», поп-песней и песней Eurodance, вдохновленной музыкой 2000-х годов. Песня повторяет «Can’t Fight the Moonlight» (2000) Лиэнн Раймс и содержит текст, отсылающий к вспомогательным репродуктивным технологиям.[29] Второй трек, «Sleepwalker», представляет собой синти-поп песню с «slick» продюсированием и «nocturnal feeling», где Макс поет о том, как стала одержимой кем-то, кто влюбился в неё.[32] Третий трек, «Maybe You’re The Problem», это песня в стиле дэнс-поп и синти-поп, с влиянием евродэнса, европопа и музыки 1980-х годов. Текст песни описывает стремление Макса порвать отношения с эгоистичным партнером. Четвёртый трек, «Ghost», представляет собой хаус-песню начала 1990-х годов с текстом о том, что она не может забыть бывшего возлюбленного. Пятый трек, «Hold Up (Wait A Minute)», представляет собой танцевально-поп-песню[40] с элементами диско, где Макс поет о своих растущих подозрениях в том, что её возлюбленный изменяет ей с кем-то другим. Шестой трек, «Weapons», это песня в стиле диско-поп и европоп, которая содержит текст о признании собственной ошибочности и уязвимости и, следовательно, о том, как стать сильным и «непобедимым». За ней следует заглавный трек альбома, хаус-песня начала 1990-х годов, которая была описана как «клубный гимн», с текстами об эскапизме и свободе, вдохновленными психическим состоянием Макса во время пандемии COVID-19.
Восьмой трек, «In the Dark», содержит «мрачные мелодии», британские гаражные ритмы и тексты песен о том, что быть любимым можно только ночью. За ней следует «Turn Off the Lights», песня под влиянием диско, где Макс «обещает эйфорию, как только погаснет свет». Десятый трек, «One of Us», является поп-песней, вдохновленной диско и танцевальной музыкой 1980-х годов, где Макс поет о том, что не хочет причинять боль своему возлюбленному. Одиннадцатый трек, «Убирайся из моего сердца», это электронная танцевальная песня, в которой Макс поет о том, как бросил бывшую возлюбленную. Это семплы саундтрека к фильму 1968 года «Скрученный нерв». За ней следует «Cold as Ice», диско-поп-песня и дэнс-поп-песня с мужским бэк-вокалом. Предпоследний трек, «Last Night on Earth», представляет собой электро-песню с текстами, вдохновленными фильмами-катастрофами Геошторм (2017) и Разлом Сан-Андреас. Альбом завершается «Dancing’s Done», песней в стиле европоп, где Макс поет о том, что может произойти в конце ночи между ней и кем-то ещё.

## Отзывы
Diamonds & Dancefloors получили оценку 80 из 100 на основе 4 отзывов на агрегаторе обзоров Metacritic, что указывает на «в целом благоприятный» приём.
Альбом получил в целом положительные отзывы критиков и поклонников, восхвалявших вокальное исполнение Макса, смешение танцевальных жанров и возврат к жанру танцевальной поп-музыки 1980-х годов, в то время как критика была направлена на продолжающееся использование интерполяций, отсутствие оригинальности и клише в текстах песен. Нил З. Енг из AllMusic написал, что альбом «искусно исполнен и идеально подходит для повторного прослушивания» и «это чистые, непреодолимые ощущения от начала до конца». Енг нашел вокальную мощь Макса «страстной». Сэм Францини (Sam Franzini) из The Line of Best Fit нашел, что альбом «переливается и мерцает с неизменно четким продюсированием», хотя «мы мало что узнаем о Максе из этих песен», потому что в песнях «нет повествовательного смысла».

## Список композиций
| №                   | Название                   | Автор(ы) | Продюсеры                 | Длительность |
| ------------------- | -------------------------- | --- | ------------------------- | ------------ |
| 1.                  | «Million Dollar Baby»      | Amanda Ava Koci Jessica Agombar David Stewart Michael Pollack Peter Rycroft Henry Walter Diane Warren                   | Cirkut Lostboy Stewart    | 3:04         |
| 2.                  | «Sleepwalker»              | Koci Sean Douglas Marcus "MarcLo" Lomax Walter Jonas Jeberg                                                             |                           | 3:10         |
| 3.                  | «Maybe You're the Problem» | Koci Douglas Lomax Abraham Dertner Walter Jeberg                                                                        | Cirkut Jeberg Dertner [c] | 3:10         |
| 4.                  | «Ghost»                    | Koci Uzoechi Emenike Walter                                                                                             |                           | 3:01         |
| 5.                  | «Hold Up (Wait a Minute)»  | Koci Jesse Leonard Aicher Samuel Martin Nathaniel Merchant Madison Love Walter William Spencer Bastian Johnny Goldstein |                           | 2:28         |
| 6.                  | «Weapons»                  | Koci Love Walter Ryan Tedder Melanie Fontana Michel "Lindgren" Schulz                                                   | Lindgren Cirkut [c]       | 2:31         |
| 7.                  | «Diamonds & Dancefloors»   | Koci Caroline Ailin Pollack Walter                                                                                      |                           | 2:35         |
| 8.                  | «In the Dark»              | Koci Love Walter Omer Fedi                                                                                              |                           | 2:52         |
| 9.                  | «Turn Off the Lights»      | Koci Connor McDonough Love Walter                                                                                       |                           | 2:36         |
| 10.                 | «One of Us»                | Koci Brett McLaughlin Ailin Walter Matthew James Burns                                                                  |                           | 2:58         |
| 11.                 | «Get Outta My Heart»       | Koci Love Walter Jason Evigan Bernard Herrmann                                                                          |                           | 3:00         |
| 12.                 | «Cold as Ice»              | Koci C. McDonough Riley McDonough Jakke Erixson Love Walter                                                             |                           | 2:23         |
| 13.                 | «Last Night on Earth»      | Koci C. McDonough Erixson Love Walter                                                                                   |                           | 2:57         |
| 14.                 | «Dancing's Done»           | Koci Douglas Pablo Bowman Burns Rycroft Walter                                                                          | Lostboy Burns Cirkut [v]  | 2:46         |
| Общая длительность: | Общая длительность:        | Общая длительность: | Общая длительность:       | 44:45        |

Замечания
- «Million Dollar Baby» содержит интерполяцию «Can't Fight the Moonlight» (2000), написанную Дайан Уоррен и исполненную Лиэнн Раймс.
- «Get Outta My Heart» содержит семплы из партитуры «Twisted Nerve» (1968), написанной Бернардом Херрманном.

## Позиции в чартах
| Чарт (2023)                             | Высшая позиция |
| --------------------------------------- | -------------- |
| Австралия (ARIA)                        | 31             |
| Австрия (Ö3 Austria)                    | 6              |
| Бельгия/Фландрия (Ultratop)             | 11             |
| Бельгия/Валлония (Ultratop)             | 15             |
| Канада (Canadian Albums Chart)          | 23             |
| Croatian Albums (HDU)                   | 7              |
| Нидерланды (Album Top 100)              | 21             |
| Финляндия (Suomen virallinen lista)     | 23             |
| Франция (SNEP)                          | 14             |
| Германия (Offizielle Top 100)           | 8              |
| Венгрия (MAHASZ)                        | 5              |
| Ирландия (Irish Albums Chart)           | 33             |
| Италия (Classifica album)               | 50             |
| Japanese Digital Albums (Oricon)        | 11             |
| Japanese Hot Albums (Billboard Japan)   | 32             |
| Lithuanian Albums (AGATA)               | 53             |
| Новая Зеландия (RMNZ)                   | 36             |
| Норвегия (VG-lista)                     | 28             |
| Polish Albums (ZPAV)                    | 19             |
| Португалия (AFP)                        | 20             |
| Шотландия (Scottish Albums Chart)       | 6              |
| Испания (PROMUSICAE)                    | 10             |
| Швеция (Sverigetopplistan)              | 54             |
| Швейцария (Schweizer Hitparade)         | 8              |
| Великобритания (UK Albums Chart)        | 11             |
| США (Billboard 200)                     | 34             |
| США (Billboard Dance/Electronic Albums) | 2              |

## Выпущенные
| Region   | Date           | Format(s)                                       | Label    | Ref.   |
| -------- | -------------- | ----------------------------------------------- | -------- | ------ |
| Флаг США | 27 января 2023 | Cassette CD digital download streaming vinyl LP | Atlantic | [ 28 ] |